# Xã Vernon, Quận Humboldt, Iowa
Xã Vernon (tiếng Anh: Vernon Township) là một xã thuộc quận Humboldt, tiểu bang Iowa, Hoa Kỳ. Năm 2010, dân số của xã này là 416 người.